# Hyporhamphus gilli
Hyporhamphus gilli är en fiskart som beskrevs av Meek och Hildebrand 1923. Hyporhamphus gilli ingår i släktet Hyporhamphus och familjen Hemiramphidae. IUCN kategoriserar arten globalt som livskraftig. Inga underarter finns listade i Catalogue of Life.